# 罗斯科·G·迪金森
罗斯科·G·迪金森（1894年5月3日—1945年7月13日）是一位美国化学家，加州理工学院教授，专攻X射线晶体学，其著名学生有诺贝尔化学奖获得者萊納斯·鮑林、pH计发明者阿诺德·O·贝克曼和FKN机制的发现者理查德·M·诺伊斯。